# برانکو بوشنیاک (بازیکن فوتبال)
برانکو بوشنیاک (صربی: Branko Bošnjak؛ زادهٔ ۱۱ اکتبر ۱۹۵۵) بازیکن فوتبال اهل یوگسلاوی بود.
از باشگاه‌هایی که در آن بازی کرده‌است می‌توان به باشگاه فوتبال قیصریه‌اسپور، باشگاه فوتبال دینامو زاگرب، و باشگاه فوتبال سارایوو اشاره کرد.
وی همچنین در تیم ملی فوتبال یوگسلاوی بازی کرده‌است.